# Bosarve naturskog

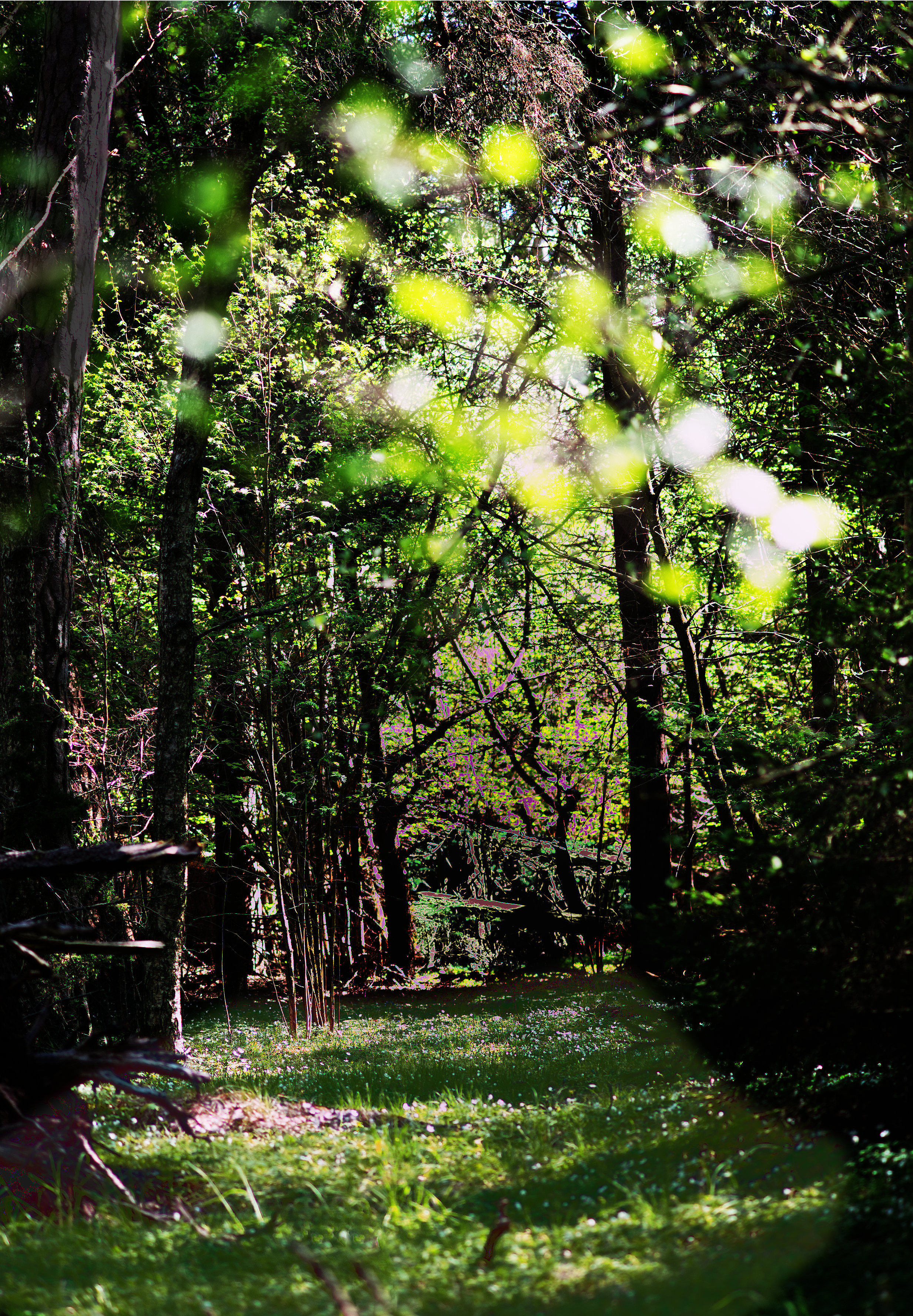

Bosarve naturskog är ett naturreservat i Lye socken i Region Gotland på Gotland.
Området är naturskyddat sedan 1980. Då var avsikten att skydda gamla grova tallar och på sikt låta det övergå till urskog. Genom ett nytt länsstyrelsebeslut 2018 ändrades inriktningen. Skogen ska även fortsättningsvis ge plats för omkullfallna träd, de ger ju bland annat förutsättningar för många insektsarter. Men den ska i övrigt vårdas med bland annat plockhuggning, endast befintliga vegetationstyper behållas och öppen ängsmark hållas öppen. 
Reservatet utgör även ett Natura2000-område. Det är 2,5 hektar stort. Läget intill länsvägen och att det finns en parkeringsplats gör det till ett åtkomligt utflyktsmål. 